# Сјаолу Гуо
Сјаолу Гуо (енгл. Xiaolu Guo, кин: 郭小橹, Кина, 20. новембар 1973.) је британска списатељица кинеског порекла, мемоаристкиња и филмска редитељка, која истражује миграције, отуђење, сећање, лична путовања, феминизам, превод и транснационалне идентитете.
Гуо је режирала десетак филмова, укључујући документарне и фикције. Њени најпознатији филмови су She, a Chinese и We Went to Wonderland. Њени романи су преведени на 28 језика. Nine Continents: A Memoir In and Out of China (Девет континената: Мемоари у Кини и ван ње) освојили су награду Националног круга књижевних критичара 2017. Године 2013. проглашена је једном од најбољих младих британских романописаца часописа Granta, листа која се саставља једном у деценији. Она је један од инаугурационих стипендиста Колумбија института за идеје и имагинацију у Паризу, 2018, и члан жирија за награду Ман Боокер 2019. Тренутно је гостујући професор и стални писац на Универзитету Колумбија у Њујорку.

## Рани живот
Сјаолу Гуо је одрасла са својим неписменим баком и дедом у селу рибара, затим са родитељима и братом у граду Венлинг, обоје у кинеској приобалној провинцији Џеђијанг. Њен отац је био традиционални сликар пејзажа мастилом, а мајка је била члан Црвене гарде током Културне револуције. Своју прву збирку поезије објавила је у тинејџерским годинама док је студирала сликање тушем. Године 1993. напустила је своју провинцију да би студирала на Филмској академији у Пекингу (у истој класи као Jia Zhangke), а касније је студирала документарну режију на Националној школи за филм и телевизију у Великој Британији. У Лондон се преселила 2002. године и живела је у Паризу, Цириху и Берлину.

## Каријера
Сјаолу Гуо је била у жирију за награду Independent Foreign Fiction Prize, а 2016. је била и жири за награду Financial Times Emerging Voices за фикцију. Предавала је о креативном писању и снимању филмова на Краљевском колеџу у Лондону, Универзитету Вестминстер, Универзитету у Цириху, Универзитету Берн, Свартхморе колеџу у Сједињеним Државама и Универзитету Харвард. Она је почасни професор на Универзитету у Нотингему и гостујући професор на Универзитету у Берну у Швајцарској. Гуо је био гост DAAD Artists in Residence у Берлину 2012. и резидентни писац Literaturhaus-а Цирих и ПВГ фондације у Цириху 2015. Тренутно је писац у резиденцији одељења за источну Азију Универзитета Колумбија и гостујући професор на Барух колеџу, CUNY у Њујорку.

### Књиге
Гуов аутобиографски роман из 2005. године, Village of Stone (Камено село) фокусира се на двоје људи, Коралу и Црвеног, који живе заједно у Пекингу, и како се Коралин живот мења једног дана када на пошту добије осушену јегуљу, анонимни поклон од некога из њеног удаљеног родног села. . Дорис Лесинг је 2004. похвалила књигу: „Читање као да се нађеш у сну." The Times Literary Supplement похвалио је роман: „Језик има смањену једноставност бајке; ефекат је помало сличан роману Харукија Муракамија."
Гуов роман из 2008, A Concise Chinese-English Dictionary for Lovers (Сажети кинеско-енглески речник за љубавнике), први је роман који је написала на енглеском након што је објавила своје кинеске књиге. Прича о путовању младе Кинескиње у Лондону. Убрзо се преименује у "З" и њен сусрет са неименованим Енглезом подстакне обоје да истраже сопствени осећај идентитета. Роман је за почетак написан на ломљеном енглеском језику јунакиње, у облику речника. Са сваким поглављем њен енглески се постепено побољшава, одражавајући побољшање енглеског језика јунакиње током године у којој је радња романа смештена. Америчка списатељица Урсула Ле Гвин рецензирала је књигу у The Guardian-у : „Ми смо у рукама некога ко зна како да исприча причу [...] Она успева да намами западног читаоца на ванземаљски начин размишљања: само трик романи могу да изведу, и заиста један од њихових најбољих трикова." 
Њен роман UFO In Her Eyes (НЛО у њеним очима) из 2009, смештен у полустварно кинеско село, је експериментална мета-фикција у облику серије полицијских интервјуа о наводном виђењу НЛО-а. Роман је адаптиран у играни филм, који је продуцирао турски немачки редитељ Фатих Акин, а режирала је сама Сјаолу Гуо. Добио је награду за најбољи сценарио на Међународном филмском фестивалу у Хамбургу.
Гуов роман из 2010 20 Fragments of A Ravenous Youth (20 фрагмената злочесте младости), прича је о пунолетству, о 21-годишњој Кинескињи Фенфанг, њеном животу као филмског статисте у Пекингу, у који је путовала далеко да тражи срећу, само да би се сусрела са комунистичким режимом који је превазишао своју добродошлицу, градом у различитом степену развоја и сексизмом који је више у складу са њеним сељачким васпитањем него са наводно прогресивном престоницом земље.
Гуова књига из 2010, Lovers in the Age of Indifference (Љубавници у доба равнодушности), је збирка кратких прича која приказује животе људи који лутају између Запада и Истока, смештени на различитим локацијама.
Сјаолу Гуо је 2015. објавила роман I Am China (Ја сам Кина), који описује као „паралелну причу о два кинеска љубавника у егзилу – спољашњем и унутрашњем изгнанству које сам осећала откако сам напустила Кину“. У књизи, књижевни преводилац из Лондона Јона Киркпатрик открива причу о романтици и револуцији док преводи збирку писама и дневника кинеског панк музичара по имену Кублај Ђиан. Без знања Јона, Ђиан је дошао у Британију тражећи политички азил, док је други лик, Му, у Пекингу покушавајући да му уђе у траг. Док преводилац прати 20-годишњу везу љубавника, она развија осећај сврхе у одлуци да поново споји  Ђиан и Му пре него што буде прекасно. Била је то једна од најбољих књига NPR-у (National Public Radiо) 2014.
Године 2017. објавила је своје мемоаре Once Upon a Time in the East (Било једном на истоку) (америчко издање под насловом Nine Continents: A Memoir In And Out Of China Девет континената: мемоари у Кини и ван ње), који су хроника њеног одрастања у Кини 1970-их и 1980-их и њеног путовања на западу.
Године 2020. њен роман A Lover's Discourse (Дискурс љубавника) објавили су Grove Atlantic у САД и Penguin Random House (Chatto) у Великој Британији.

### Филмови
Гуов филм из 2004. је The Concrete Revolution (Бетонска револуција), филмски есеј о грађевинским радницима у Пекингу који граде стадионе за Олимпијске игре 2008. године . Добио је Grand Prix на Међународном филмском фестивалу о људским правима у Паризу 2005. године и посебно признање на Фестивалу документарног филма у Чикагу.
Гуов филм из 2006. How Is Your Fish Today? (Како је ваша риба данас?) , инспирисан Trans-Europ-Express (1966) Alain Robbe-Grillet-а је документарна драма смештена у модерну Кину, фокусирајући се на испреплетене приче два главна лика; фрустрирани писац (Рао Хуи) и тема његовог најновијег филмског сценарија, Лин Хао (Зијианг Јанг). Изабран је за званичну конкуренцију на филмском фестивалу Сунданце 2007. и филмском фестивалу у Ротердаму, добио је Гран-при на Међународном фестивалу женског филма у Француској.
Гуов филм из 2008. године, We Went to Wonderland (Отишли смо у земљу чуда) је црно-бели есеј филм који се фокусира на два старија кинеска комуниста који стижу у запуштени Ист Енд Лондона и коментаришу западни свет из своје зачуђене кинеске перспективе. Филм који је премијерно приказан на Међународном филмском фестивалу у Роттердаму одмах је изабран за Фестивал нових редитеља/нових филмова МоМА / Линколн филмског друштва у Њујорку 2008.
Гуоов играни филм из 2009. је She, a Chinese (Она, Кинескиња), омаж La Chinoise Жан-Лика Годара. Овај филм је освојио Златног леопарда на Међународном филмском фестивалу у Локарну 2009. и награду за најбољи сценарио на Филмском фестивалу у Хамбургу 2010. Дистрибуиран је у Великој Британији, Француској, Шпанији, Немачкој и Швајцарској.
Гуов други филм из 2009. године, Once upon a Time Proletarian (Био једном пролетер), је сестрински филм  She, a Chinese. Овај документарац бави се Кином у постмарксистичкој ери и испитује различите друштвене класе у друштву. Премијерно је приказан на Венецијанском филмском фестивалу 2009, а приказан је на Међународном филмском фестивалу у Ротердаму и Sheffield Doc/Fest-у .
Гуов играни играни филм из 2011. UFO in Her Eyes је биоскопска адаптација њеног романа истог наслова. У филму глуме кинеска глумица Ши Ке и немачка култна личност Удо Киер и политичка је метафора приказана кроз трансформацију која задеси мало кинеско село након наводног виђења НЛО-а. Инспирисан совјетском кинематографијом, Гуо је посветила овај филм Ја, Куба, забрањеном совјетско-кубанском филму из 1964. у режији Михаила Калатозова. Добио је јавну награду на Миланском 3-континенталном филмском фестивалу 2013.
Гуов филм из 2013, Late at Night, Voices of Ordinary Madness, фокусира се на британско друштво ниже класе, од којих се свако бори на свој начин. То је други део Гуове трилогије Tomorrow, настављен након њеног документарца Once Upon A Time Proletarian (Било једном пролетер). Премијерно је приказан на 57. БФИ Лондон Филм Фестивалу 2013. и Филмском фестивалу у Ротердаму 2014, а био је изложен у Националној галерији уметности у Вашингтону.
Гуов документарни филм из 2018. године Five Men and A Caravaggio (Пет људи и Каравађо), инспирисан је знаменитим есејем Волтера Бењамина The Work of Art in the Age of Mechanical Reproduction (Уметничко дело у доба механичке репродукције) (1936). Премијерно је приказан на БФИ Лондон Филм Фестивалу 2018. и Атинском фестивалу авангардног филма у Грчкој 2018.
Године 2020. Гуо је сарађивала са америчким вијетнамским редитељем Trinh T. Minh-ha на Тринховом новом филму Шта је са Кином?.

## Награде и номинације
Гуов трећи роман, A Concise Chinese-English Dictionary For Lovers (Сажети кинеско-енглески речник за љубавнике), инспирисан делом Ролана Барта, оригинално написан на ломљеном енглеском, номинован је за Женску награду за белетристику 2007. и преведен је на 26 језика. Такође је била добитница Бисерна награда (УК) 2005. за креативну изврсност. Њен први роман Village of Stone (Камено село) је номинован за независну награду за најбољу страну фикцију, као и за Међународне књижевне награде у Даблину. Пише на енглеском и кинеском језику, а била је и члан жирија за Independent Foreign Fiction Prize и Међународну Даблинску књижевну награду. Њен роман I Am China (Ја сам Кина) из 2014. године, чија се радња одвија у Европи, Кини и Америци, награђена је за награду Ђузепе Ачерби за младе читаоце 2015. у Италији и уврштена је на листу за Бејлисову женску награду за фикцију 2015.
Њена књига из 2017. Nine Continents: A Memoir In And Out Of China (Девет континената: Мемоари у Кини и ван ње) победник је у одељку за аутобиографију Националне награде круга књижевних критичара. Ушао је у ужи избор за књижевну награду Коста и награду Краљевског књижевног друштва Ондаатје 2017.
Њен играни филм She, a Chinese (Она, Кинескиња) премијерно је приказан на Међународном филмском фестивалу у Локарну 2009. године, где је одмах узео највишу награду, Златног леопарда. Њен претходни дугометражни филм How Is Your Fish Today (Како је ваша риба данас) био је у званичној селекцији на Филмски фестивал Санденс 2007. и добио је велику награду жирија на Међународном фестивалу женског филма Кретеј 2007. у Паризу. Њен документарни филм We Went to Wonderland (Отишли смо у земљу чуда) (2008) изабран је за Фестивал нових редитеља/нових филмова у МоМА / Линколн центру у Њујорку 2008. The Concrete Revolution (Бетонска револуција) је премијерно приказана на филмском фестивалу Маргарет Мид и ИДФА 2005, између осталих. Once Upon A Time Proletarian (Било једном Пролетер) је премијерно приказан на Венецијанском филмском фестивалу и филмском фестивалу у Торонту 2009. и добио је главну награду Женева на Форуму документарних филмова Rencontres Media Nord-Sud у Швајцарској 2012. Награђена је филмском наградом Гилда за своју филмску каријеру на 37. Међународном фестивалу женског филма у Фиренци у Италији, 2015.
Гуо је имала филмске ретроспективе у Cinema du Reel у Центру Жоржа Помпидуа 2010, у Швајцарској кинотеци 2011, и са Грчком филмском архивом у Атини, 2018.
Године 2014. била је укључена у BBC-јев 100 жена.
Године 2019. имала је комплетну филмску ретроспективу у Вајтчепел галерији у Лондону.
Године 2020. ушла је у дугу листу за Orwell Prize for Political Fiction (Орвелову награду за политичку фикцију) и у ужи избор за Голдсмитсову награду за A Lover's Discourse.

## Списак књига
- Poetry Collection (Збирка поезије) (诗集, Shījí) (1991).
- Who is my mother's boyfriend? (Ко је дечко моје мајке?) (我妈妈的男朋友是谁, Wǒ māmā de nán péngyǒu shì shéi?) (збирка сценарија, 1998).
- Flying in My Dreams (Летење у мојим сновима) (梦中或不是梦中的飞行, Mèng zhōng huò bùshì mèng zhōng de fēixíng) (збирка есеја, 1999).
- Fenfang's 37.2 Degrees (Фенфангових 37,2 степена) (芬芳的37,2度 Fēnfāng de 37.2 dù) (роман, 2000). Преведено као 20 Fragments of a Ravenous Youth (20 фрагмената злобне младости) (2008) [19]
- Film Notes (Филмске белешке) (电影理论笔记, Diànyǐng lǐlùn bǐjì) (филмске критике, 2001).
- Movie Map (Мапа филма) (电影地图,  Diànyǐng dìtú) (филмске критике, 2001).
- Village of Stone (Камено село) (我心中的石头镇, Wǒ xīnzhōng de shítou zhèn) (роман, 2003).
- A Concise Chinese-English Dictionary For Lovers (Сажети кинеско-енглески речник за љубавнике) (роман, 2007).
- 20 Fragments of a Ravenous Youth (20 фрагмената рафиниране младости) (роман, 2008).
- UFO in Her Eyes (НЛО у њеним очима) (роман, 2009).
- Lovers in the Age of Indifference (Љубавници у доба равнодушности) (збирка приповедака, 2010).
- I am China (Ја сам Кина) (роман, 2014).
- Once Upon A Time in the East: A Story of Growing up (Било једном на истоку: прича о одрастању) (мемоари, 2017).
  - Такође објављено у Сједињеним Државама под насловом (Девет континената: Мемоари у Кини и ван ње) (октобар 2017).
- A Lover's Discourse (Говор љубавника) (роман, 2020).
- Radical (Радикална) (мемоари, 2023).

## Есеји
- A Soul In Sakhalin (Душа на Сахалину) (2009), први пут објављено на ББЦ 3, Есеј
- Further Notes Towards A Metaphysical Cinema Manifesto (Даље белешке ка метафизичком биоскопском манифесту) (2010).
- Notes Towards A Metaphysical Cinema Manifesto (Белешке ка метафизичком биоскопском манифесту) (2010).
- Beyond Dissidence (2012), први пут објављен у The Independent
- Coolies (2013), 14-18 САДА [20]
- Memories of An Island (Сећања на острво) (2014), Тамна планина, 7. издање
- The Blood Eater (2014), први пут објављен у Intelligent Life [21]
- Reading Howl in China (Читање урлика у Кини) (2014), први пут објављено у Aeon Magazine [22]
- Waiting for the Second Renaissance (Чекајући другу ренесансу) (2014)
- The Ying and Yang of Heidi (Јинг и Јанг Хајди) (2016),Viceversa Literatur [23]
- My Writing Day (Дан мог писања) (2016), The Guardian [24]
- Fishermen Always Eat Fish Eyes First (Рибари увек прво једу рибље очи) (2017), Фриманов дом

## Филмографија

### Као редитељ, продуцент и сценариста
- Far and Near (Далеко и близу) (документарни есеј, 2003)
- The Concrete Revolution (Бетонска револуција) (документарни филм, 2004)
- How Is Your Fish Today? (Каква је ваша риба данас?) (фантастична игра, 2006)
- Address Unknown (Адреса непозната) (кратка фикција, визуелни есеј 2007)
- We Went to Wonderland (Отишли смо у земљу чуда) (документарни филм, 2008)
- An Archeologist's Sunday (Недеља археолога) (кратка белетристика, 2008)
- Once upon a time Proletarian (Био једном пролетер) (документарни филм, 2009)
- She, a Chinese (Она, Кинескиња) (фантастична игра, 2009)
- UFO in Her Eyes (фантастична игра), 2011)
- Late At Night - Voices of Ordinary Madness (Касно у ноћ - Гласови обичног лудила) (документарни филм, 2013)
- Five Men And A Caravaggio (Пет људи и Каравађо) (Документарна реконструкција, 2018)

### Као сценариста
- Love in the Internet Age (Љубав у доба интернета) (Wangluo shidai de aiqing) (1998)
- The House (Кућа) (Menghuan tianyuan) (1999)

### Као драматург
- Beijing's Slowest Elevator (Најспорији лифт у Пекингу) (2009), BBC Radio 3
- Dostoevsky and the Chickens (Достојевски и кокошке) (2014), BBC Radio 3, Жица [25]

### Награде
- UFO in Her Eyes (НЛО у њеним очима)

Јавна награда, Међународни филмски фестивал 3 континента у Милану, 2010. Награда града Венеције (2. награда), Premio Città di Venezia, 70а Mostra Internazionale d'Arte Cinematografica 2013.
- She, A Chinese (Она, Кинескиња)

Златни леопард (Гран-при) на међународном такмичењу, Међународни филмски фестивал у Локарну 2009. Награда  Mount Blanc за најбољи сценарио, Хамбуршки филмски фестивал 2009.
- Once Upon A Time Proletarian

Велика награда Женеве, Форум 2011. Номинација, награда Хоризонт, Венецијански филмски фестивал 2009.
- How Is Your Fish Today? (Каква је ваша риба данас?)

Гран-при, Међународни фестивал женског филма у Кретеју 2007, Француска; Номинован за најбољу драму на филмском фестивалу Сунданце 2007; Специјално признање на награди Тигар Филмског фестивала у Ротердаму 2007, Специјално признање на Филмском фестивалу у Пезару 2007. и Филмском фестивалу у Фрибуру 2007.
- The Concrete Revolution (Бетонска револуција)

Гран-при, Међународни фестивал филма о људским правима, Париз 2005; Номинација за најбољи документарни филм на фестивалу документарног филма у Чикагу 2005; Специјална награда жирија на ЕБС међународном фестивалу документарног филма, Сеул 2005.
- Far and Near (Далеко и Блиско)

ICA Beck's Future Student Prize 2003, Институт за савремену уметност, Лондон.
- 2008: Женска награда за белетристику у ужи избор, A Concise Chinese-English Dictionary for Lovers (Сажети кинеско-енглески речник за љубавнике)
- 2013: Granta „Најбољи од младих британских романописаца“
- 2017: Награда Националног круга критичара књиге, Nine Continents (Девет континената)
- 2017: Ужи избор за награду Коста, Once Upon A Time In The East (Било једном на истоку)
- 2018: Ужи избор за награду Краљевског књижевног друштва Ондатје, Once Upon A Time In The East (Било једном на истоку)
- 2018: Ужи избор за Rathbones Folio Prize, Once Upon A Time In The East (Било једном на истоку)